# Ruta Quetzal
De Ruta Quetzal (Route van de Quetzal) is een Spaanse studiereis die jaarlijks in juni en juli wordt georganiseerd. Binnen deze studiereis, die zes weken duurt, gaan er ongeveer 400 16/17-jarigen op reis door een Latijns-Amerikaans land en Spanje.

## Geschiedenis
De Ruta Quetzal is een project bedacht door de Spaanse koning Juan Carlos. Het is oorspronkelijk opgericht om Spaanse jongeren in contact te brengen met Zuid-Amerikaanse culturen. 
De Ruta Quetzal bestaat sinds 1993 in haar huidige vorm. Binnen elke expeditie nemen, naast ongeveer 300 Spaanse jongeren en 75 jongeren uit Latijns-Amerika, ook een aantal jongeren uit het buitenland mee, waaronder ook uit Nederland en België.

## Expedities
- 1993 Expedición de las Hibueras (Expeditie van de Hibueras)
- 1994 Expedición al Mundo Guaraní (Expeditie naar de Guaraní-wereld) Paraguay en Spanje
- 1995 Expedición al Mundo Inca (Expeditie naar de Inca-wereld) Ecuador, Peru en Spanje
- 1996 Expedición al legendario Potosí (Expeditie naar de legendarische Potosí) Bolivia en Spanje
- 1997 Primera Expedición Científica a América (Eerste wetenschappelijke expeditie naar Amerika) Mexico en Spanje
- 1998 Expedición a Venezuela. Expedición a la Selva del Orinoco (Expeditie naar Venezuela. Expeditie naar het regenwoud van de Orinoco) Venezuela en Spanje
- 1999 Expedición a Panamá. Rumbo al Mar del Sur (Expeditie naar Panama, richting de Zuidzee) Panama en Spanje
- 2000 Expediciones Carolinas a las tierras de América del Norte (Expedities van Carolina naar Noord-Amerika) Mexico, Verenigde Staten en Spanje
- 2001 En busca de Spondylus (Op zoek naar Spondylus) Ecuador, Peru en Spanje
- 2002 Rumbo al estrecho de Cattígara (Op weg naar de engte van Cattigara) Panama, Costa Rica en Spanje
- 2003 Rumbo a las Montañas del Parayso (Richting de bergen van het paradijs) Dominicaanse Republiek, Jamaica, Puerto Rico en Spanje
- 2004 De los Volcanes Mexicanos a la 'Translatio' (Van de Mexicaanse vulkanen naar de Translatio) Mexico, Portugal en Spanje
- 2005 Desde las ciudades de los Reyes al Amazonas y a la Tierra de los Vascos (Van de steden van de koningen naar de Amazone en naar het land van de Basken) Peru en Spanje
- 2006 A las selvas de la serpiente emplumada. Las ciudades perdidas de los mayas. (Naar het woud van de gevederde slang. De verloren Maya-steden) Mexico, Guatemala, Belize en Spanje
- 2010 Spanje en Mexico
- 2011 Spanje en Peru